# Till fridens hem, Jerusalem
Till fridens hem, Jerusalem är en sång från 1876 med text av Mrs E W Griswold och musik av Philip Paul Bliss, samma år översattes sången till svenska av Erik Nyström.

## Publicerad i
- Sånger till Lammets lof 1877 som nr 112 med titeln "Wi skynda hem" och hänvisning till 2 Korintherbrevet 5:8.
- Hemlandssånger 1891 som nr 438 under rubriken "Hoppet. Hemlängtan".
- Herde-Rösten 1892 som nr 198 under rubriken "På hemfärden".
- Svenska Missionsförbundets sångbok 1920 som nr 449 under rubriken "Det kristliga livet. - Hemlandssånger".
- Kom 1930 som nr 95 under rubriken "Hemlandssånger".
- Frälsningsarméns sångbok 1968 som nr 570 under rubriken "Evighetshoppet".
- Frälsningsarméns sångbok 1990 som nr 709 under rubriken "Framtiden och hoppet".